# Сердюк, Михаил Иванович
Сердюк, Михаил Иванович  (род. 20 мая 1976, Сургут, РСФСР, СССР) — депутат Государственной Думы 6-го созыва от Справедливой России, заместитель председателя Комитета Госдумы по делам общественных объединений и религиозных организаций. Руководитель регионального отделения Справедливой России в ХМАО—Югре. Кандидат от СР на должность губернатора ХМАО—Югры в 2015 году Член Центрального совета Всероссийского общества изобретателей и рационализаторов.

## Биография
Окончил сургутскую среднюю школу № 27. В 1999 году с отличием защитил диплом Тюменского государственного нефтегазового университета по специальности «Экономика и управление на предприятии ТЭК». Продолжил обучение по программе МВА в Академии народного хозяйства при Правительстве РФ в Москве. Защитил диплом МВА в Swiss Business School в г. Цюрихе (Швейцария).
Ещё во время учёбы занялся предпринимательской деятельностью в строительной сфере. Начинал с небольших проектов по строительству жилья. Через некоторое время компании Сердюка удалось закрепиться на строительном рынке Югры и принять участие в реализации социальных программ по переселению жителей ветхого фонда.

## Начало политической деятельности
В 2003 году, в 27 лет, в качестве самовыдвиженца баллотировался в состав Тюменской областной думы. С минимальным отрывом уступил известному в регионе руководителю градообразующего предприятия.
В 2004 году занял должность первого зама управляющего областного Фонда развития жилищного строительства в Тюменской области.
В 2005 году выступил инициатором создания в ХМАО регионального отделения Политической Партии «Родина» (впоследствии — «Справедливая Россия»), которое возглавляет по настоящий момент. Входит в состав Центрального Совета партии «Справедливая Россия».
В марте 2011 года одержал победу на региональных выборах депутатов думы ХМАО. В региональном парламенте занимался антикоррупционной экспертизой строительного сектора и модернизацией коммунальных служб Югры.

## Работа в Государственной Думе VI созыва
В 2011 году избран депутатом Государственной Думы РФ VI созыва, вошел в комитет по бюджету и налогам. 20 ноября 2015 года назначен заместителем председателя Комитета Госдумы по делам общественных объединений и религиозных организаций.
Среди законодательных инициатив Сердюка:
— создание госкомиссии по контролю за эффективным размещением средств Фонда национального благосостояния;
— отмена процедуры назначения сити-менеджеров.
— полная амнистия капиталов, возвращающихся в Россию.
— увеличение размера доходов с 60 млн до 120 млн рублей для предприятий, имеющих право работать по упрощенной системе налогообложения.
— ввод разрешения на ввоз незарегистрированных в РФ лекарств в объёме, необходимом для лечения больных орфанными (редкими) заболеваниями.
Сердюк является автором нашумевшего законопроекта о журналистском иммунитете, отклоненного парламентским большинством. Инициатор обращения депутатов Госдумы к президенту с предложением восстановить в России звание «Мать-героиня».

## Выборы губернатора ХМАО—Югры — 2015
В 2015 году являлся кандидатом от «Справедливой России» на должность губернатора ХМАО—Югры. Был включен президентом РФ Владимиром Путиным в окончательный список из трех претендентов на пост главы округа, представленный для голосования депутатам Думы ХМАО.
Агитационная кампания Сердюка «Зима близко», построенная на основе сюжета популярного сериала «Игра престолов» и адаптированная к социальным проблемам ХМАО—Югры, стала одной из самых ярких губернаторских кампаний в России. Нестандартные по подаче информации агитационные ролики Сердюка собрали в целом более 1 млн просмотров в Youtube.
Кампания Сердюка сопровождалась скандалами. Так, местный телеканал «Югра» отказал Сердюку в проведении дебатов. Кандидат обращался в телекомпанию с депутатским запросом о дебатах. Однако в «Югре» ответили, что сетка вещания канала была сформирована заранее и её изменение «не является возможным». Кроме того, за месяц до голосования, в родном городе Сердюка, Сургуте, были сняты все его агитационные баннеры. Они не провисели и недели. Один из источников Znak.com объяснил, что руководство рекламного агентства, разместившего баннеры, не захотело проблем с администрацией города, которая с самого начала настаивала на их демонтаже.

## Увлечения
Долгие годы занимался стендовой стрельбой и даже был отмечен наградой Федерации стрелкового спорта МВД РФ. Предпочитает зимние виды спорта и внутренний туризм, увлекается охотой и рыбалкой.

## Награды
- Благодарность Правительства Российской Федерации (22 июня 2016 года) — за заслуги в законотворческой деятельности и многолетний добросовестный труд[18].